# Trần Đức Thảo
Trần Đức Thảo (Từ Sơn, Bắc Ninh, 26 de setembre de 1917 – París, 24 d'abril de 1993) va ser un filòsof vietnamita. La seva obra, escrita principalment en francès, va intentar unir la fenomenologia amb la filosofia marxista. La seva recerca va ser citada favorablement per Jacques Derrida, Jean-François Lyotard i Louis Althusser.

## Biografia
Trần Đức Thảo va néixer a Hanoi, a la Indoxina francesa, allà es va educar i va completar el batxillerat als 17 anys. El 1936, va continuar els seus estudis a França, convertint-se en alumne de Maurice Merleau-Ponty a l'École Normale Supérieure on va escriure una tesi sobre Friedrich Hegel. El 1943, va esdevenir catedràtic amb una tesi sobre la fenomenologia d'Edmund Husserl, ex aequo amb el filòsof Jules Vuillemin. Durant la dècada del 1940, va treballar en el seu primer llibre, Phénoménologie et matérialisme dialectique, en què argumenta que els defectes del relat fenomenològic de la consciència només es poden solucionar amb el relat marxista del treball i la societat.
A les dècades del 1940 i 1950, les idees de Trần Đức Thảo van assolir certa repercussió entre els cercles filosòfics francesos. Al mateix temps, esdevingué un actiu anticolonialista, publicant articles a la revista Les Temps Modernes de Jean-Paul Sartre sobre el colonialisme a Indoxina, articles que van ser llegits per Frantz Fanon i altres teòrics. D'octubre a desembre de 1945, Trần Đức Thảo va ser empresonat pel govern francès en considerar-lo una amenaça per la seguretat nacional.
Phénoménologie et matérialisme dialectique es va publicar el 1951, i el mateix any va tornar al Vietnam, treballant en suport del Partit Comunista. El 1956 va ser nomenat degà d'Història de la primera universitat nacional del país.
Va dedicar trenta anys de la seua vida a traduir la filosofia occidental al vietnamita i preparant l'obra Recherches sur l'origine du langage et de la conscience. Aquest llibre, publicat a França el 1973, combina els relats biològics i cognitius materialistes de la subjectivitat i la consciència amb el relat marxista que havia elaborat amb anterioritat. Va morir a París el 1993 i va ser incinerat al cementiri del Père Lachaise.

## Obres
- Phénoménologie et matérialisme dialectique (1951) ISBN 90-277-0737-5
- «The Phenomenology of Mind and its Real Content». Telos 8 (Nova York, estiu de 1971)
- Recherches sur l'origine du langage et de la conscience (1973) ISBN 90-277-0827-4